# Petricola lucasana
Petricola lucasana är en musselart som beskrevs av Herlein och Strong 1948. Petricola lucasana ingår i släktet Petricola och familjen Petricolidae. Inga underarter finns listade i Catalogue of Life.